# Аборты в Папуа — Новой Гвинее
Аборт в Папуа — Новой Гвинее является законным только в том случае, если аборт спасёт жизнь матери. В Папуа — Новой Гвинее, если аборт сделан женщине по любой другой причине, нарушителю грозит четырнадцать лет тюремного заключения. Женщину, спровоцировавшую выкидыш (осуществившую аборт без помощи врача), могут приговорить к семи годам лишения свободы.
Закон Папуа — Новой Гвинеи позволяет судам принимать во внимание местные обычаи и традиции в случаях абортов, поэтому некоторым практикующим врачам в регионах, где местные традиции разрешают аборт в случаях изнасилования или инцеста, могут не предъявить обвинения.